# Phoolan Devi
Phoolan Devi (n. 10 august 1963, Jalaun district⁠(d), Uttar Pradesh, India – d. 25 iulie 2001, New Delhi, Teritoriul Capitalei Naționale Delhi⁠(d), India), cunoscută popular ca Regina bandit, a fost o bandită indiană și mai târziu membră a parlamentului statului Uttar Pradesh.

## Biografie
Născută într-o familie din cea mai joasă castă, în mediu rural, în statul indian Uttar Pradesh, Phoolan a îndurat sărăcia de mic copil și a avut o primă căsătorie la 11 ani, înainte de a începe viața de bandit. 

### Evadarea. Printre bandiți
Având conflicte majore cu rudele ei și cu soțul ei, adolescenta Phoolan a căutat scăpare cu fuga și a intrat într-o gașcă de bandiți. Ea a fost singura femeie din gașcă, și relația ei cu un membru al bandei, împreună cu alți factori minori, au provocat un schimb de focuri între membrii bandei. Iubitul lui Phoolan a fost ucis în schimbul de focuri. Facțiunea vistorioasă, formată din membri ai castei superioare Rajput, o prind pe Phoolan și o duc în satul lor Behmai, o sechestrează într-o cameră, unde este violată mai multe zile de bărbați din sat. 
După ce evadează, Phoolan se întoarce la ce mai rămăsese din facțiunea fostului soț, își ia un alt iubit dintre supraviețuitori și continuă cu banditismul. Câteva luni mai târziu, noua ei bandă coboară în satul Behma, pentru ca ea să se răzbune pentru ce a îndurat aici. Nu mai puțin de 22 de bărbați aparținând castei Rajput sunt aliniați și împușcați.
Eroina presei 
Deoarece Phoolan era dintr-o castă inferioară, iar bărbații uciși dintr-o castă superioară, presa a înfățișat ceea ce s-a numit masacrul din Behmai ca pe un act de dreptate făcut castei inferioare și ca o rebeliune, iar pe Phoolan ca pe o feministă Robin Hood  asuprită. Mass-media și publicul au supranumit-o respectuos "Devi".

### Predarea
Phoolan a evitat capturarea ei timp dedoi ani după masacrul din Behmai; după doi ani, ea și puținii supraviețuitori ai găștii s-au predat poliției în 1983. Ea a fost acuzată de patruzeci și opt de infracțiuni majore, inclusiv mai multe crime, jaf, incendiere și răpire pentru răscumpărare.

### Parlamentară
Phoolan și-a petrecut următorii unsprezece ani în închisoare. În 1994, guvernul condus de Mulayam Singh Yadavdin din partidul Samajwadi a retras sumar toate acuzațiile împotriva ei și Phoolan a fost eliberată. Apoi ea a candidat la alegerile pentru parlament pentru partidul Samajwadi și a fost aleasă de două ori la Lok Sabha ca membră a  Mirzapur.

### Asasinarea
În 2001, a fost împușcată în ușa bungaloului său oficial  (alocat pentru ea ca MP) în New Delhi de către foștii bandiți rivali, ale căror rude au fost masacrate în Behmai de banda ei. Filmul  Bandit Queen - 1994 (făcut după eliberarea sa din închisoare) este bazat, în linii mari, pe viața ei până în acel moment.

## Legături externe
- en A collection of links related to Phoolan Devi (the page is quite old, and many of the links are broken).
- en The Phoolan Devi Murder
- en Crime Library article on Phoolan Devi